# Мария Юлиана фон Крихинген
Мария Юлиана фон Крихинген (на немски: Maria Juliana von Criechingen; † 1608) е благородничка от Крихинген и чрез женитба графиня на Еберщайн
Тя е дъщеря на фрайхер Георг II фон Крихинген-Пютлинген († 1607) и съпругата му графиня Естер фон Мансфелд-Айзлебен († сл. 1605), дъщеря на граф Йохан Георг I фон Мансфелд-Айзлебен († 1579) и Катарина фон Мансфелд-Хинтерорт († 1582).

## Фамилия
Мария Юлиана фон Крихинген се омъжва на 22 април 1600 г. за граф Йохан Якоб II фон Еберщайн (* 1574; † 29 март 1638), син на граф Ханс Бернхард фон Еберщайн-Фрауенберг (1545 – 1574) и съпругата му Маргарета фон Диц (1544 – 1608). Тя е първата му съпруга. Те имат три деца:
- Георг Филип фон Еберщайн (* 7 декември 1601; † пр. 1638)
- Естер фон Еберщайн (* 11 април 1603; † 10 октомври 1682 във Вормс), омъжена на 21 август 1624 г. за граф Лудвиг Емих фон Лайнинген-Вестербург (1595 – 1635)
- Лудвиг Ернст фон Еберщайн в Еберщайн (* 2 ноември 1604; † 11 септември 1634)

Йохан Якоб II фон Еберщайн се жени втори път на 18 февруари 1609 г. в Лаубах за Маргарета фон Золмс-Лаубах (1580 – 1635).